# Паро (дзонгхаг)
Паро (дзонг-кэ སྤ་རོ་རྫོང་ཁག, вайли Spa-ro rdzong-khag) — дзонгхаг в Бутане.

## История

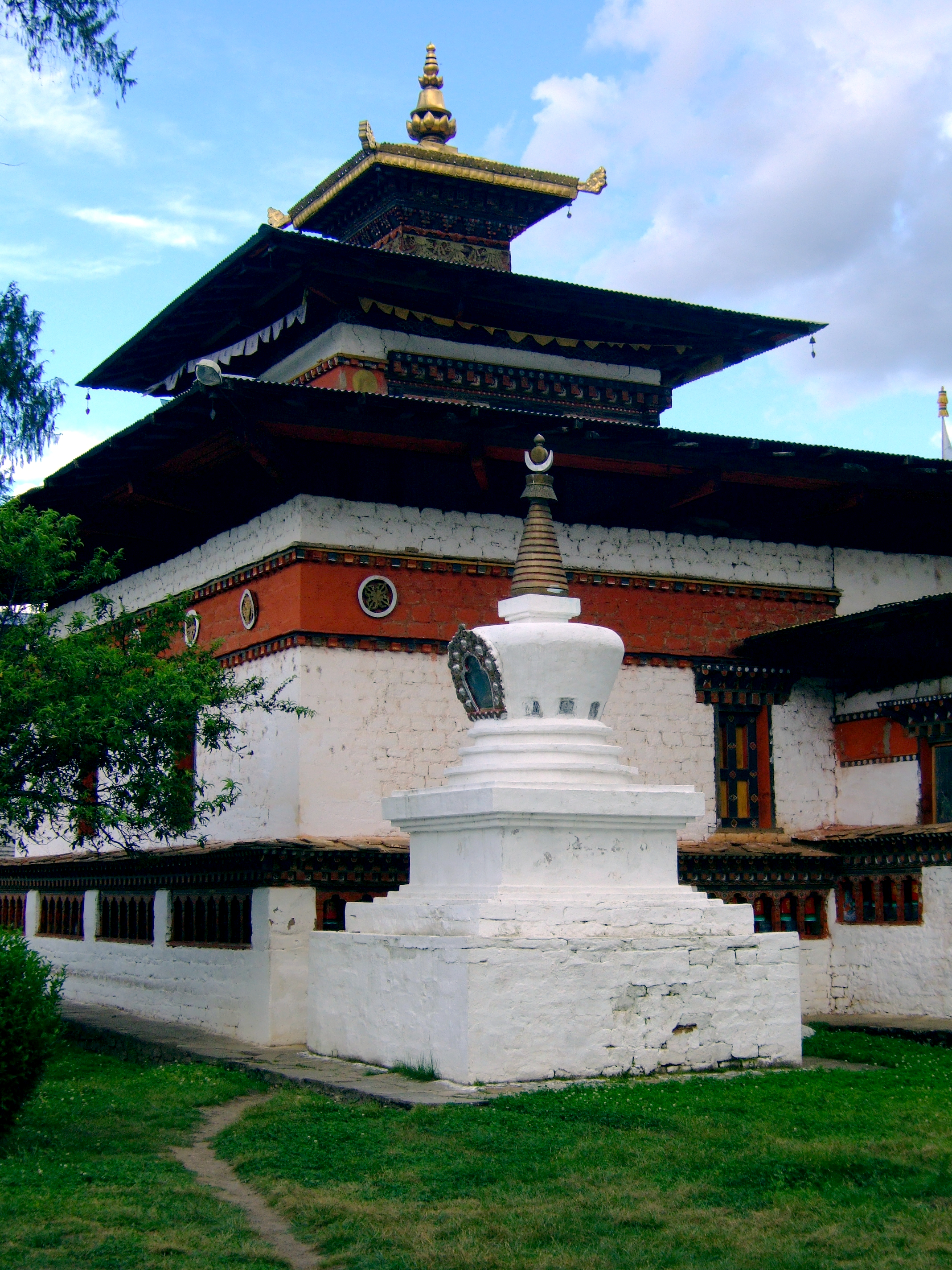
Кьичу-лакханг в долине Паро, 2006.

До появления буддизма в Бутане была распространена религия Бон. Согласно легенде, древний тибетский святой приехал в долину Паро с горстью пищи (па) из пшеничной муки (дро). С тех пор эта плодородная долина стала называться Падро, в разговорной речи и написании — Паро.
Потомок ламы Пхаджо Другом (англ. Lam Phajo Drugom), которого звали Пха Друнг Друнг (англ. Pha Drung Drung), после того, как подчинил демона, жившего в местности, напоминавшей груду сокровищ, построил в этом месте монастырь. В 1646 году Шабдрунг Нгаванг Намгьял преобразовал этот монастырь в дзонг, который назвали Ринпунг (буквально переводится как «груда сокровищ»). С тех пор этот дзонг был законодательным, судебным, исполнительным и религиозным центром долины Паро.
В долине построено множество различных монастырей:Кьичу-лакханг (основал Сонгцэн Гампо), Такцанг-лакханг (основал Деси Тензин Рабджи (англ. Desi Tenzin Rabgye)), Дунце-лакханг, Друкгьял-дзонг (основал Шабдрунг) и др. Считается, что такое большое количество монастырей способствует достижению людьми Валового национального счастья.
В разное время Паро оказывали честь своим присутствием такие святые, как Падмасамбхава, Пхаджо Другом, Шабдрунг Нгаванг Намгьял, Йудрунг Дорджи Пел, лама Нгаванг Чодже, Тангтонг Гьялпо и другие.

## География

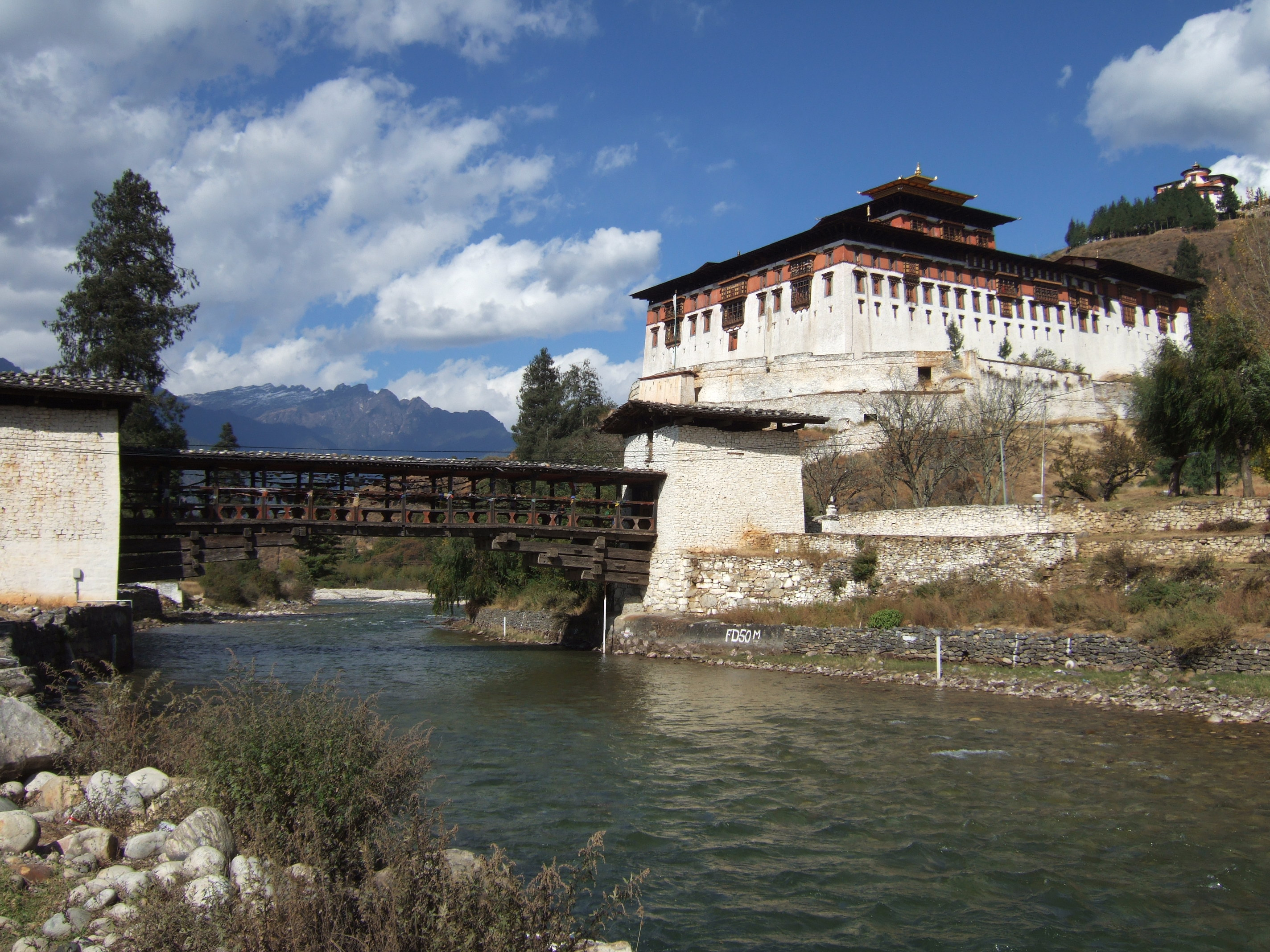
Дзонг Ринпунг на территории дзонгхага Паро с консольным мостом.
Автор фото: Chris Fynn, 2007

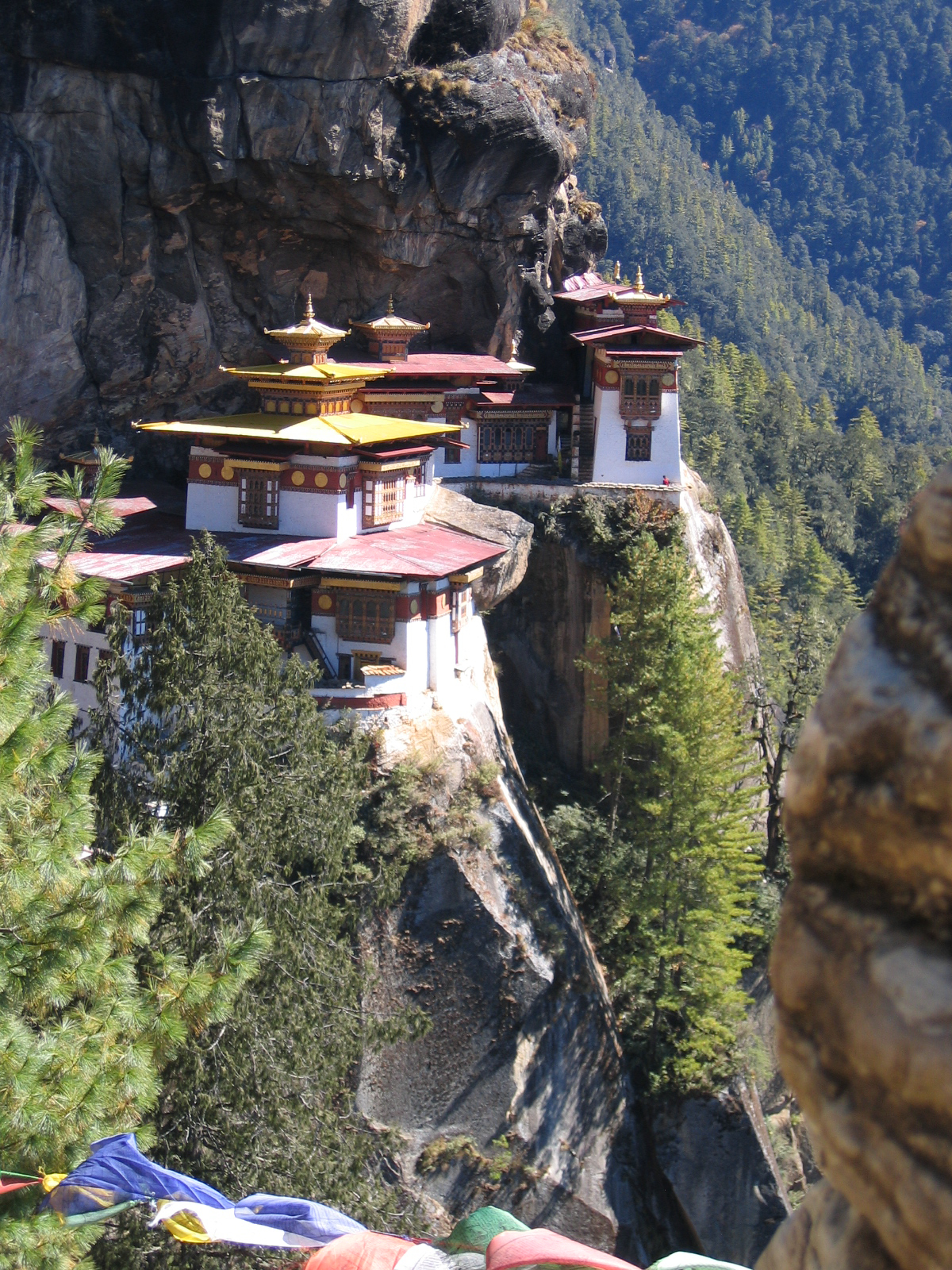
Такцанг-лакханг в дзонгхаге Паро

Дзонгхаг Паро расположен в северо-западной части страны на высотах 2250 метров над уровнем моря и занимает площадь 1 693 км². Он относится к западному дзонгдэю Бутана. Диапазоны температуры от 14 до 26 °С летом и от −5 до 14 °С зимой.
62 % дзонгхага занимают леса, а остальная территория — пахотные земли, подходящие для земледелия и садоводства.
На территории района частично находится Национальный парк Джигме Дорджи, например, поселение Шингкарап (англ. Shingkarap) находится на территории этого парка.

## Население
Паро считается самым густонаселённым дзонгхагом королевства. В связи с развитием региона, умеренным климатом, изобилием земли и наличием единственного в стране аэропорта, многие граждане Бутана стремятся переселиться из других регионов в Паро.
В дзонгхаге насчитывается 2413 домашних хозяйств, на 36 433 человек согласно переписи 2005 года.
Традиционная семейная структура постепенно становится более гибкой. Ранее мужчина был непререкаемым главой семьи, но сейчас женщины постепенно занимают равноправное положение с мужчинами. При том, что муж традиционно переезжает жить в семью жены, родители меньше влияют на выбор детей в вопросе выбора супруга. Как жена, так и муж могут развестись или предъявить свои права. Постепенно начинает завоёвывать популярность новый для традиционного уклада лозунг «Маленькая семья — счастливая семья».

## Административное деление

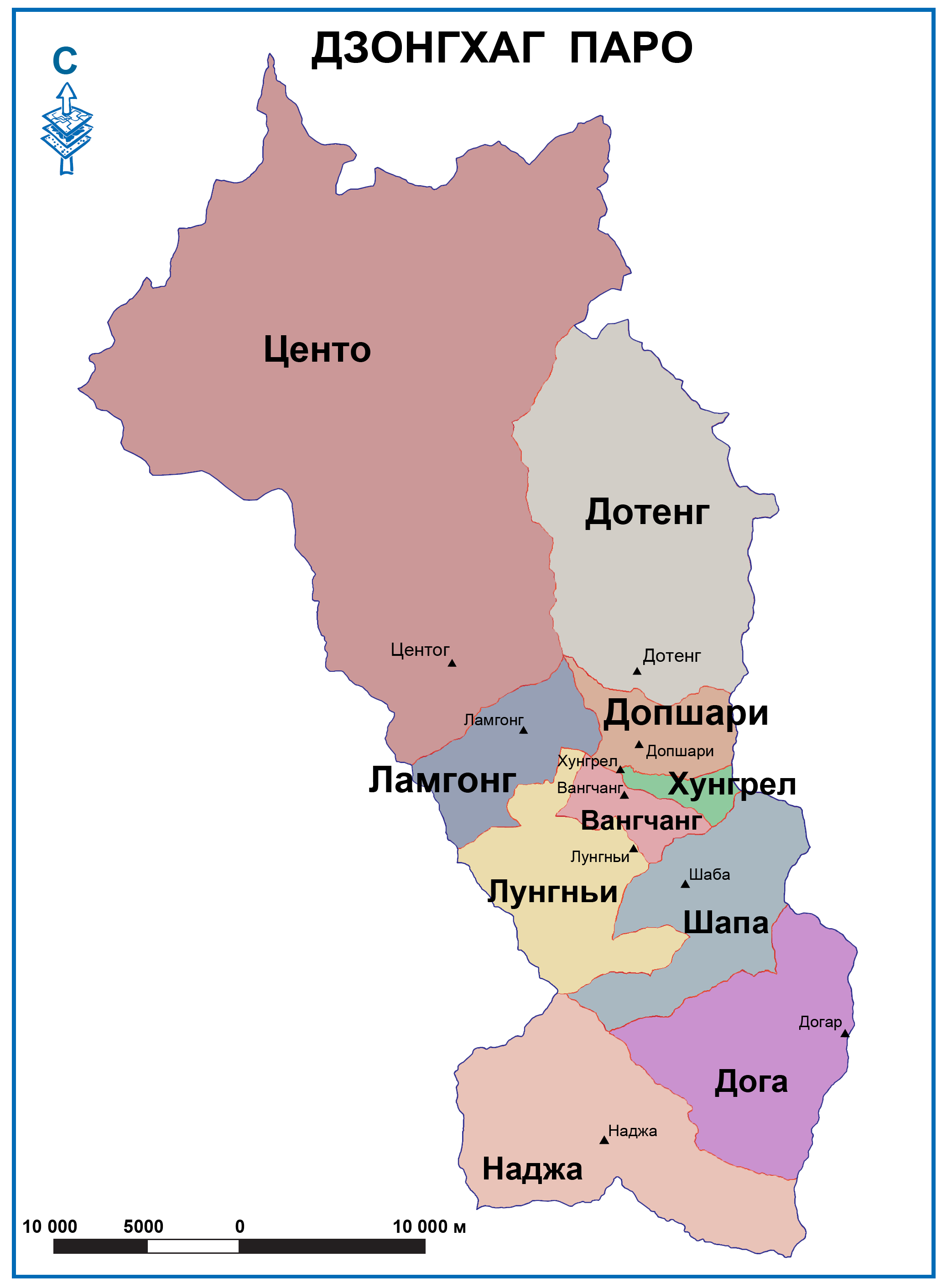
Гевоги дзонгхага Паро

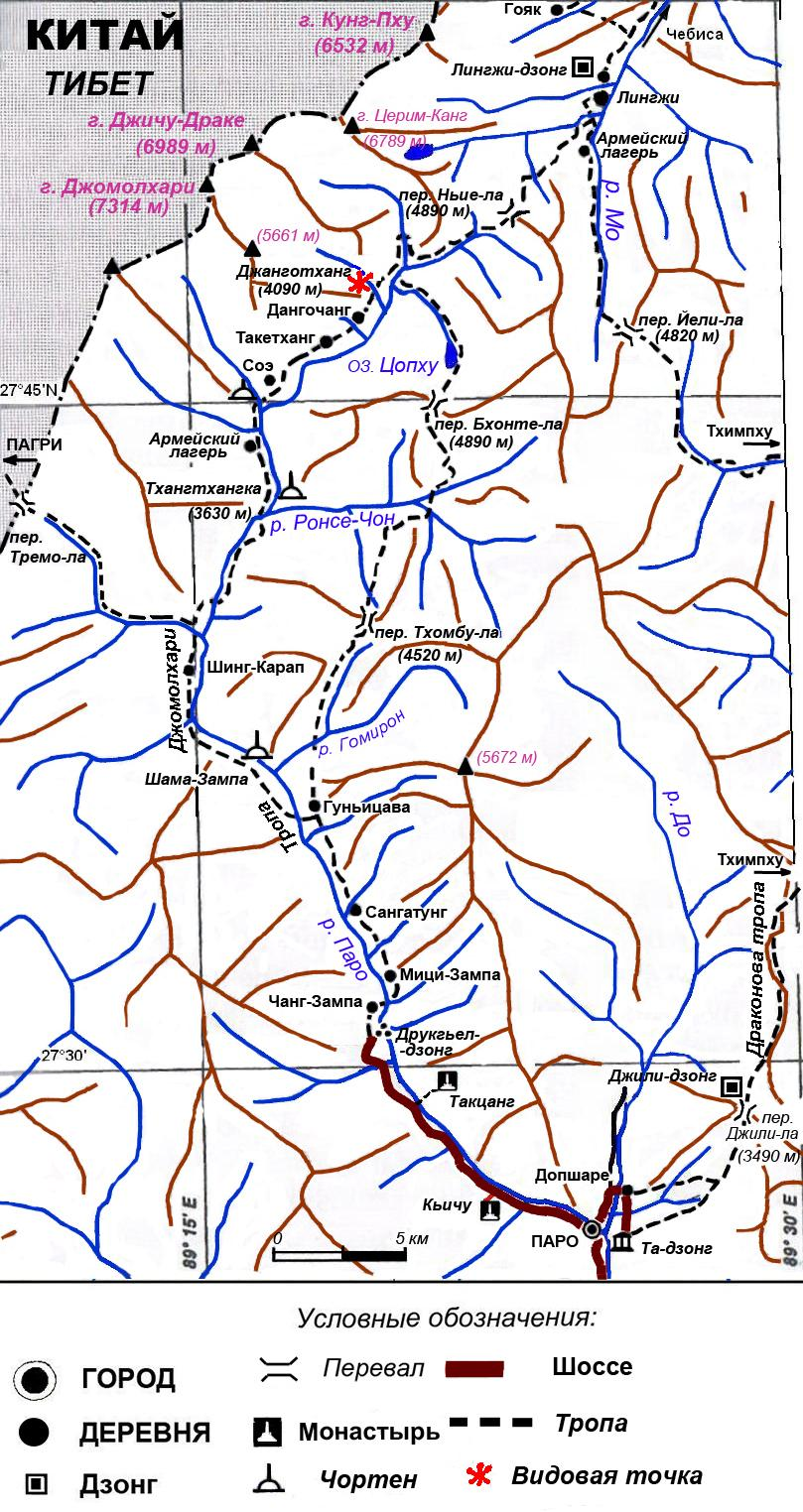
Горная часть дзонгхага Паро и Тропа Джомолхари

Административным центром дзонгхага является город Паро. Старинный дзонг Ринпунг в Паро является административным, духовным и культурным центром управления и развития дзонгхага.
В состав дзонгхага входят 10 гевогов:
- Вангчанг[нем.]
- Докар[нем.]
- Допшари[нем.]
- Дотенг[нем.]
- Ламгонг[нем.]
- Лунгньи[нем.]
- Нагья[нем.]
- Хунгрел[нем.]
- Центо[нем.]
- Шапа[нем.]

## Экономика
Дзонгхаг связан шоссейной дорогой с Пхунчолингом и Тхимпху. Наличие хорошей дороги способствует развитию торговли с дзонгхагами Чукха и Тхимпху. Кроме того, есть возможность экспортировать товары в Индию и Бангладеш, чем пользуются многие фермеры. Например, в эти страны экспортируют яблоки, выращенные в дзонгхаге.
В городе Паро находится международный аэропорт Паро, который является воздушными воротами страны, что очень благоприятно сказывается на экономике дзонгхага.